# Ripple link
ripple link（リップルリンク）は、日本の女性アイドルグループ。所属事務所及びレーベルはCrossingMusic。

## 概要
音楽派アイドルグループとして結成。声や歌の波紋が広がって繋がり、さざなみのように癒しを届ける。

## メンバー
| 名前   | よみ          | 誕生日  | 出身地 | ニックネーム | 担当色 | 担当           | 加入年月日   |
| ------ | ------------- | ------- | ------ | ------------ | ------ | -------------- | ------------ |
| 成海奏 | なるみ かなで | 3月5日  | 長野県 | かなで       | ピンク | ピアノ・ギター | 2022年4月1日 |
| 萬海歌 | よろず みか   | 7月17日 | 岩手県 | よろず       | 緑     | 歌唱           | 2022年4月1日 |

### 旧メンバー
| 名前       | よみ        | 誕生日  | 出身地 | ニックネーム | 担当色 | 担当      | 加入年月日   | 卒業年月日    |
| ---------- | ----------- | ------- | ------ | ------------ | ------ | --------- | ------------ | ------------- |
| 瀬名みのり | せな みのり | 8月28日 | 静岡県 | みのりん     | 白     | DTM・歌唱 | 2022年4月1日 | 2025年5月31日 |

- 大川七海[5]（おおかわ ななみ、在籍期間：2022年4月1日 - 2022年12月31日[6]）
- しらすゆり[7]（しらす ゆり、在籍期間：2022年4月1日 - 2023年6月30日[8]）

## 略歴
2022年
4月1日、音楽派アイドルグループとしてデビュー。デビュー直後となる4月8日には 市川うららFM 「RADIO CROSSING」に出演。
5月7日、GirlsCross!! Vol.11にてお披露目ライブ
8月27日、@JAM EXPO 2022 ブルーベリーステージ(横浜アリーナ)に出演
2023年
6月17日、1stワンマンライブ「Link Live Letter! 〜ripple link 1stワンマンライブ〜」に出演
2024年
4月20日、2ndワンマンライブ「Link Live Liberty! 〜ripple link 2周年ワンマンライブ〜」に出演

## 作品

### シングル

#### CDシングル
| #   | 発売日        | タイトル                    | 品番     |
| --- | ------------- | --------------------------- | -------- |
| 1st | 2023年3月18日 | 夢のFanfare / LOVE SONG     | CRMR0011 |
| 2nd | 2024年4月20日 | flamingo / あのね / prhythm |          |

## 出演

### ラジオ
- RADIO CROSSING（市川うららFM、2022年4月8日～毎月第1木曜日）

## 関連
- 渡邉沙志